# Филоскоп
Филоскоп (грч. Φιλος (филос - љубав) и грч. σκοπέω (скопео- гледати) - љубав према посматрању) је уређај за посматрање слика у различитим фазама који омогућава анимацију. То је у ствари једна књижица (кинеограф) која је стављена у механички склоп ради бржег и лакшег прегледа слика. Филоскоп је патентирао 1897. године Хенри Вилијам Кратки (Henry William Short) Књижица на којој су нацртане разне фазе покрета, стављена је и фиксирана у метални оквир а помоћу металне ручице се окрећу странице књижице. Иако је сам изум у ствари усавршавање или додавање механичких делова кинеографу, он је патентиран и има свој назив независан од кинеографа.

## Оптички уређаји
- Тауматроп
- Фенакистоскоп
- Стробоскоп
- зоотроп или зоетроп
- Фантаскоп
- Праксиноскоп
- Зоопраксископ
- Кинеограф
- Кинора
- Филоскоп
- Мутоскоп